# Pelarorden

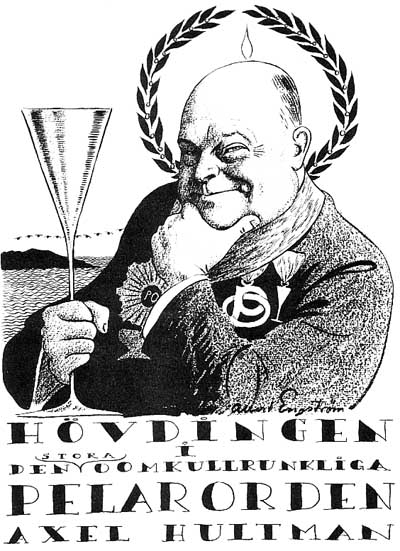
Pelarordens grundare och förste hövding Axel Hultman tecknad av ordensbrodern Albert Engström. Den högra medaljen, i form av ett snapsglas, är första gradens medalj, till vänster om den bär han andra gradens medalj som är bokstäverna PO, med O:et hängande i P:et. I handen håller han en metallpokal i form av ett snapsglas och som symboliserar pokalbroderskapet.

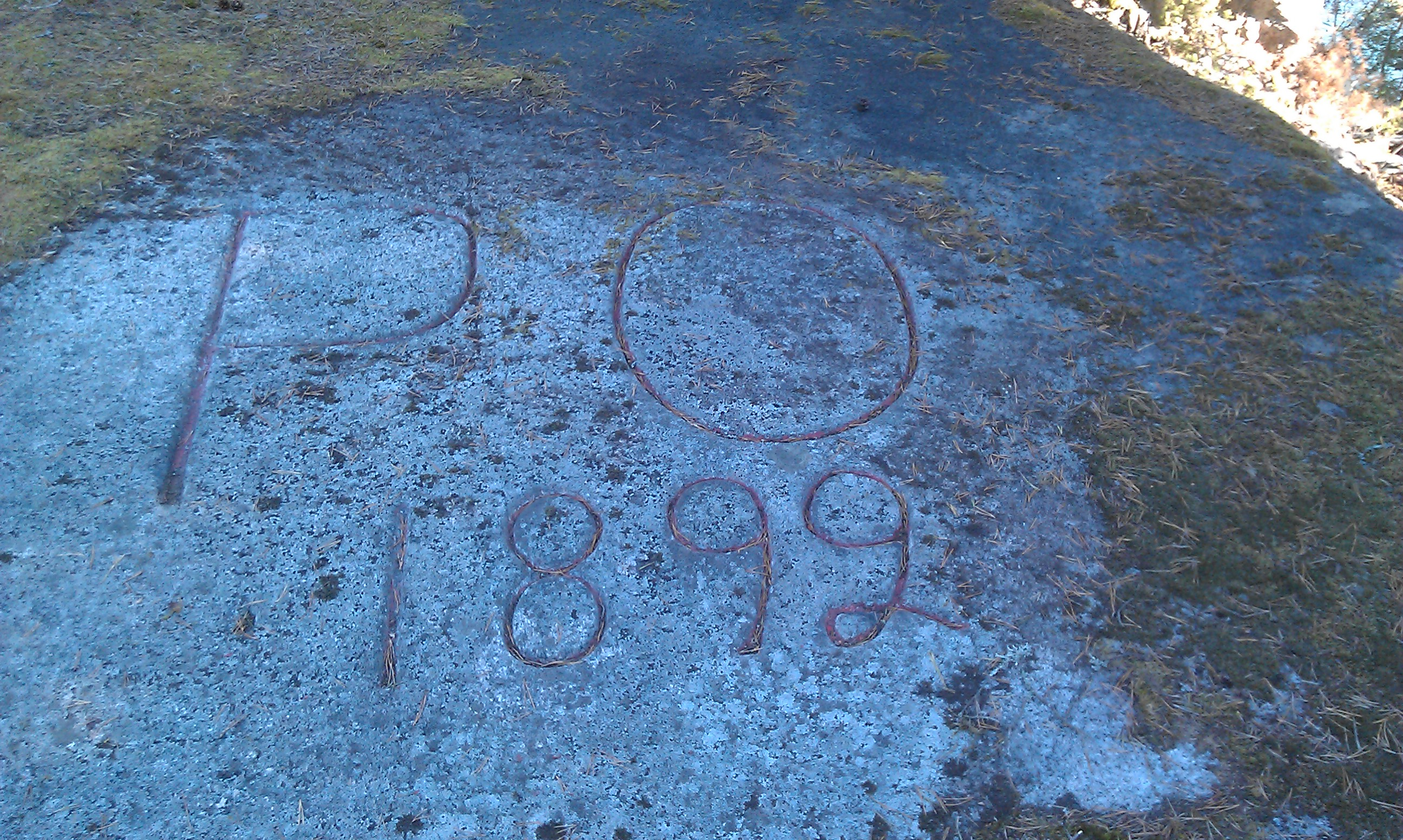
Ristning om Pelarordens grundande på Högmarsö.

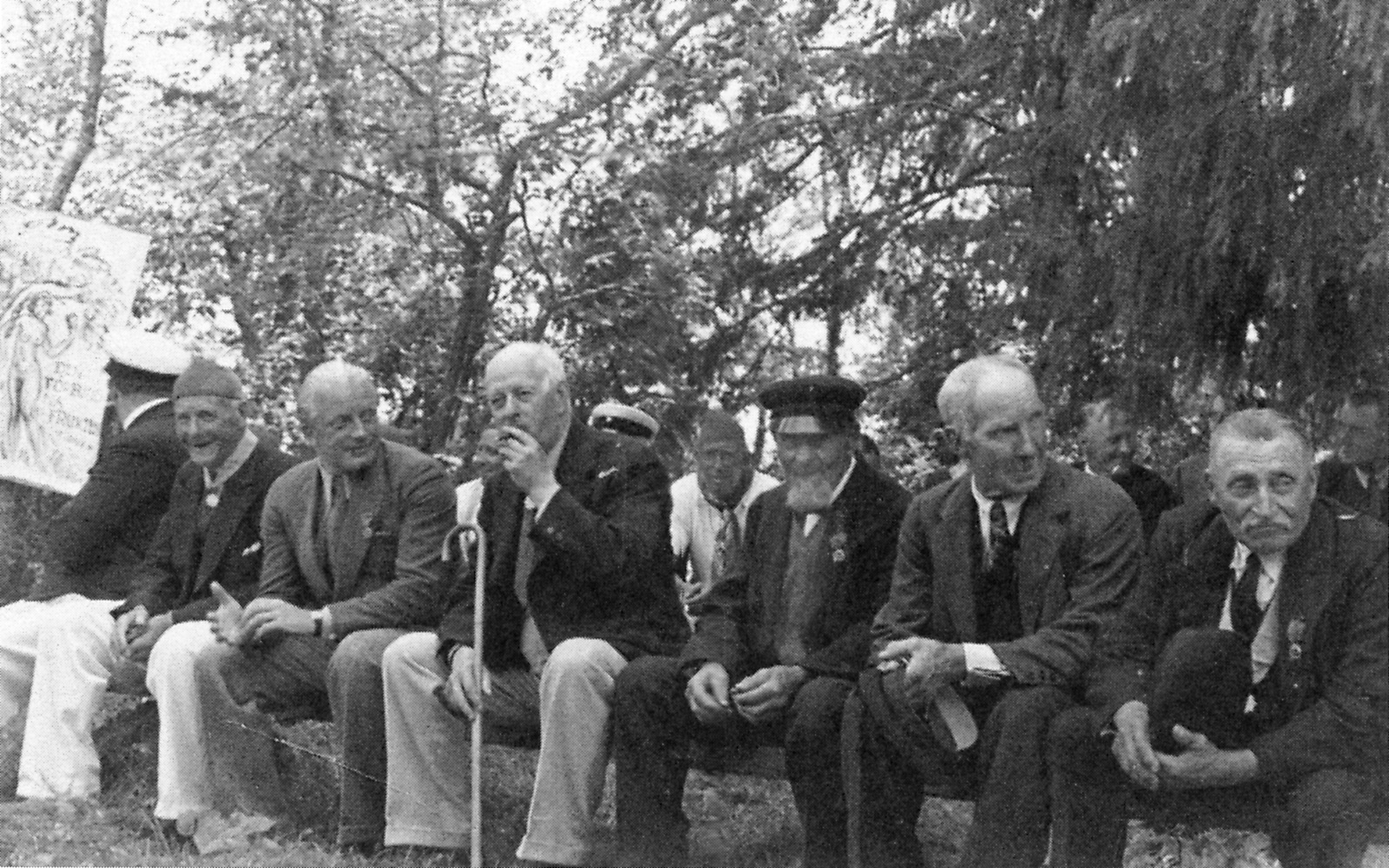
Pelarordens sommarting på Håtö Svansar, cirka 1935. De två personerna längst till vänster är Carl von Schewen och Einar Malm.

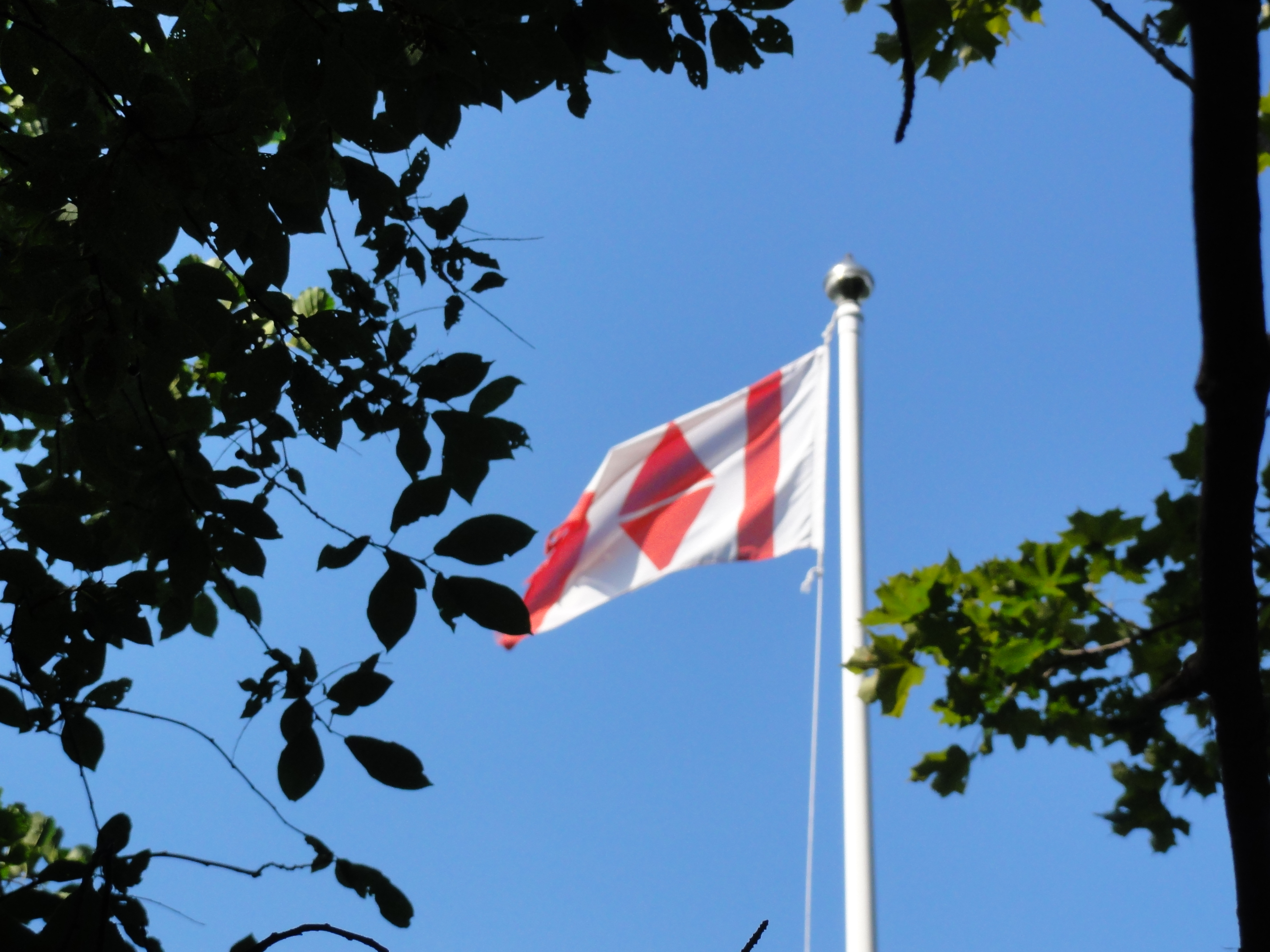
Pelarordens flagga på Håtö Svansar.

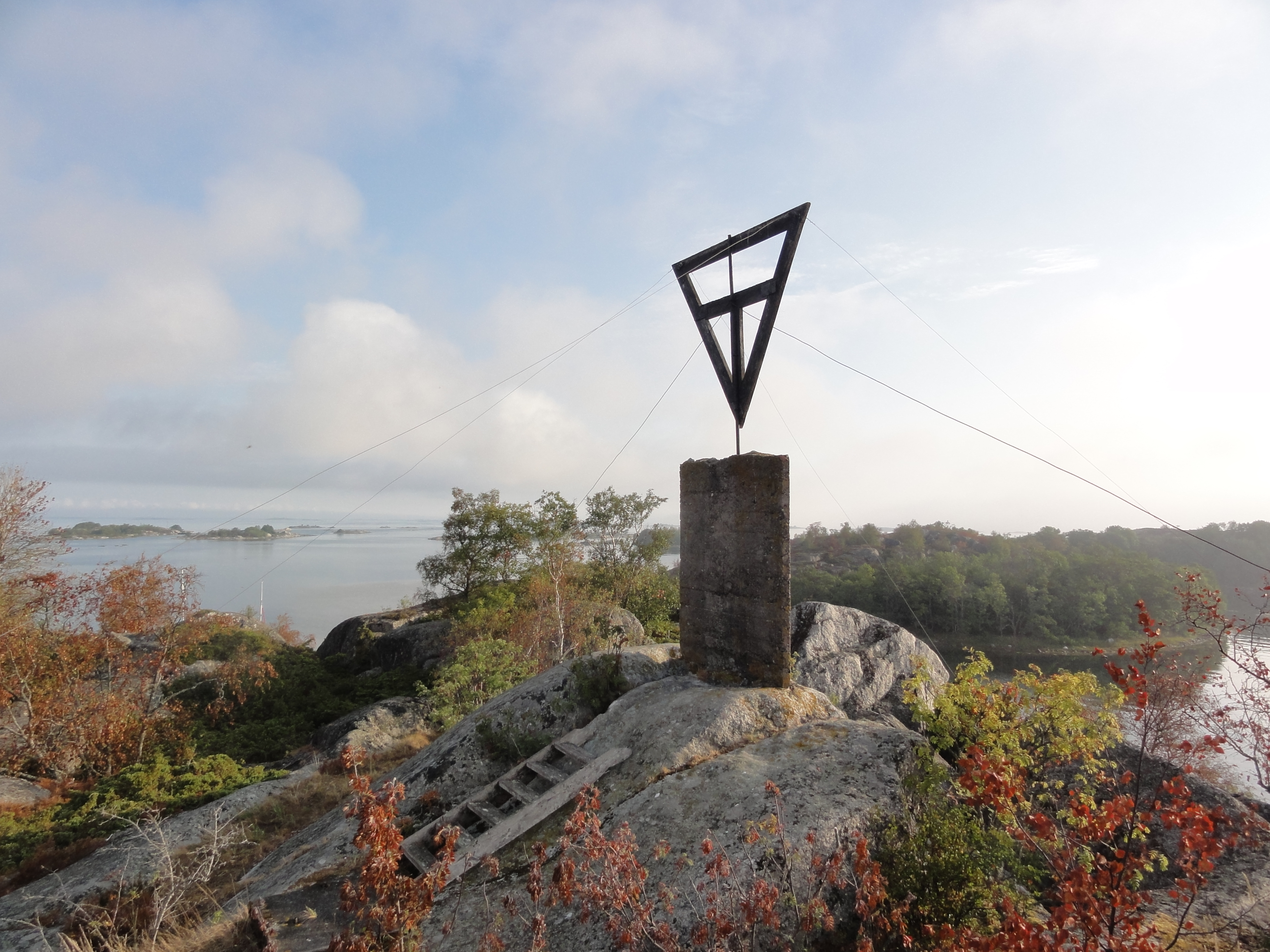
Märket på Storskär i Norrpada skärgård.

Pelarorden, fullständigt namn Den oomkullrunkliga pelarorden, även med tillägget skärgårdens arkadiska akademi, är ett svenskt ordenssällskap som grundades i Stockholms skärgård 1892.

## Historik
Grundare av Pelarorden var dramatenskådespelaren Axel Hultman tillsammans med en vän. Vid grundandet ristades initialerna "PO" och årtalet 1892 in på en berghäll på toppen av ett berg i Norrviken på Högmarsö. Berget kallas därför för "Pelarordsberget" och här hölls möten de första tio åren. De första åren var orden inte organiserad och dåligt dokumenterad, de första 25 åren kallas därför "Sagoåldern" inom den. Träffarna skedde på olika platser, bland annat Norrpada, eller där Axel Hultman för tillfället bodde.
Carl von Schewen och hans bror Bernhard blev medlemmar i orden 1893 och 1918 bjöd Carl von Schewen in föreningen att fira den årliga festen i sin stuga på öarna Håtö Svansar. Därefter hyrde Pelarorden stugan på ön en vecka varje år innan de köpte öarna av Bernhard von Schewen år 1962 för 100 000 kronor. Priset ledde internt till kritik för att det var för högt. Föreningen fortsatte även med träffar på ön Storskär i Norrpada skärgård med sammanträde vart tredje år. En vindflöjel i svartlackerad plåt placerades på öns högsta punkt 1926. Norra delen av Storskär köptes in av Pelarorden 1968 och resterande köptes 1976.
Enligt Pelarordens stadgar är dess syfte att:
sprida vänskap, kamratskap och förståelse mellan de svenske män, som plöjer skärgårdens böljor, känna dess farvatten och älska dess natur.
Orden har två ordinarie grader och en tredje honnörsgrad kallad Pokalbröderna med egen president. Det finns också en utmärkelse kallad hedersledamot. Pelarordens ledare kallas hövding och den första hövdingen var Axel Hultman själv. Medlemmarna ska vara trettio år fyllda och uppfylla kravet i Pelarordens syfte, det vill säga vara svensk van vid båtliv och skärgård. Antalet medlemmar i Pelarorden är begränsat till 222, stadgarna stipulerar att den bara är öppen för män, men redan 1918 var två kvinnor medlemmar och 2013 var sjutton kvinnor medlemmar.
Föreningen har haft flera namnkunniga medlemmar som Calle Smitt, Albert Engström, Evert Taube, Vilhelm Moberg, Anders Zorn, Roland Svensson, Sven Barthel och Olle Adolphson men den har alltid betonat att lokala skärgårdsbor ska vara med. En av ordensbröderna var Carl von Schewen och 1931 var han värd på Håtö. Det var då Evert Taube skrev sången Calle Schevens vals efter att ha fått i uppdrag att skriva en hyllningssång till värden.

## Namnet
Det finns olika uppgifter om hur namnet "Pelarorden" kom till. Carl von Schewen har berättat att Axel Hultman suttit och druckit i ett sällskap ur stora glas. En i sällskapet, en smed från skärgården, menade att glasen var stora som pelare. Det inspirerade senare till ordensnamnet.
Enligt senare jubileumsberättelser kommer det från ett tillfälle när Axel Hultman och hans vän, möjligen Alrik Sundén-Cullberg, var ute och seglade och riggen gick sönder. Under tiden båten drev mot land bestämde de att spela brädspel och en båt med lokala skärgårdskarlar passerade. De gick ganska nära, förmodligen för att vara behjälpliga, men när de fick se de båda männen spela och dricka valde de att passera. En av dessa kallade de båda männen i båten för pelargubbar. Axel Hultman, som enligt traditionen inte visste innebörden av ordet men gillade dess klang, och de båda vännerna instiftade Pelarorden samma kväll. Det var söndagen den 3 juli 1892. Året efter fick orden fastare former när Axel Hultman bodde på Högmarsö. Det visade sig så småningom att tillmälet var ett ord för fyllgubbar efter uttrycket att dricka pel. Dricka pel innebar att dricka mellan två utsatta märken, pel eller päl, för att sedan skicka till nästa person. Volymen mellan två pel är informellt men motsvarade ungefär 2,2 dl.

## Flaggan
På 1950-talet skapades en symbol och flagga med två rödfyllda motstående trianglar på vit botten, med basen mot varandra och den ena upp-och-ner. Den inspirerades av en finsk marin symbol som varnar för hård blåst från olika riktningar. På samma vis skulle festligheterna inom Pelarorden vara överraskande och oberäknelig. Dessutom används symbolen av bogserbåtar med släp som är längre än 200 meter, vanligt vid timmerfrakt, och fick därför symbolisera hur orden hjälper de mer än 200 medlemmarna.

## Hövdingar
Hövding kallas ledaren för Pelarorden, det finns också funktionärer som ordförande, sekreterare och kassör. Den förste hövdingen var grundaren Axel Hultman:
- 1892 – 1933 Axel Hultman
- 1933 – 1935 Mårten Julin
- 1935 – 1939 Björn Hodell
- 1939 – 1974 Gustaf Lindell
- 1974 – 1988 Karl Hallström
- 1988 – 2003 Soldan Ridderstad
- 2003 – 2024 Bo Blomberg
- 2024 –

## Ordensskalder
I Pelarorden har ordensskalden ett av de mer betydelsefulla uppdragen. Bland annat är skaldens uppdrag att författa några versrader om en av ordens medlemmar gått bort. De första sexton åren fanns inte posten inom Pelarorden, men 1908 utsågs Albert Engström. Skalden sitter på livstid men har rätt att lämna på egen begäran.
- 1908 – 1940 Albert Engström
- 1940 – 1971 Einar Malm
- 1971 – 1973 Vilhelm Moberg
- 1974 – 1983 Martin Strömberg
- 1983 – 1988 Bo Sundblad
- 1988 – 2002 Olle Adolphson
- 2002 – Per-Åke Axelsson